# 양북초등학교
양북초등학교는 대한민국 경상북도 경주시에 있는 공립 초등학교이다.

## 학교 연혁
- 1938년 7월 8일: 양북공립심상소학교 개교(설립인가 6월 20일)
- 1941년 4월 1일: 양북공립국민학교로 개칭
- 1948년 9월 1일: 권이분교 설립인가 개학
- 1949년 9월 1일: 양북국민학교로 개칭
- 1962년 4월 13일: 용동분교장 설립인가
- 1964년 1월 15일: 안동분교장 설립인가
- 1965년 3월 6일: 안동분교 개학
- 1992년 3월 1일: 구길국민학교 통폐합
- 1993년 3월 1일: 송전국민학교 통합(분교장)
- 1994년 3월 1일: 장항국민학교 통폐합
- 1996년 3월 1일: 양북초등학교로 개명, 용동초등학교 통합(분교장), 안동분교장 통폐합
- 2003년 3월 1일: 도지정 초.중통합 연구학교 운영(2년간)
- 2003년 3월 1일: 양북초.중학교 통합

## 참고 자료
- 양북초등학교 - 한국교육학술정보원 학교알리미